# 루팡 3세 PART6
루팡 3세 PART6(일본어: ルパン三世 PART6, Lupin the 3rd Part 6)는 TMS 엔터테인먼트에서 제작하고 스가누마 에이지가 감독하고 오쿠라 타카히로와 무라코시 시게루가 각본을 맡은 일본 애니메이션 TV 시리즈이다. 루팡 3세 시리즈의 일부인 이 작품은 몽키 펀치가 제작한 루팡 3세 만화 시리즈의 일곱 번째 TV 애니메이션이다. 이 시리즈는 2021년 10월부터 2022년 3월까지 닛폰 TV 방송망에서 방영되었다.